# Vendium
Das Vendium (russ.: вендская система, wendskaja sistema) ist eine regionale stratigraphische Einheit des jüngsten Neoproterozoikums in Russland. Es entspricht damit grob dem Ediacarium der Internationalen Geologischen Zeitskala sowie dem Sinium der chinesischen regionalen Zeitskala. Vor der offiziellen Aufnahme des Ediacariums in die Internationale Zeitskala auf dem 32. Internationalen Geologischen Kongress in Florenz im August 2004 besaß das Vendium auch überregional Bedeutung, indem der Name für ebenjene globale chronostratigraphische Einheit des jüngsten Präkambriums (damals offiziell „Neoproterozoikum III“) verwendet wurde. Teilweise wurde die Bezeichnung auch noch nach 2004 und nicht nur von russischen Geologen in diesem Sinne benutzt.
Der Name Vendium leitet sich von den Wenden ab, einer zusammenfassenden Bezeichnung für verschiedene westslawische Völker des Mittelalters, und wurde vom russischen Geologen Boris Sokolow im Jahre 1952 geprägt. Die Typusregion des Vendiums ist der Westrand der Osteuropäischen Plattform in Belarus und der westlichen Ukraine (Wolhynien und Podolien). Westlich des Ural ist das Vendium überwiegend durch marine terrigene Sedimente sowie vulkano-sedimentäre Serien und Glazialablagerungen repräsentiert. In Mittelsibirien ist es hingegen durch überwiegend karbonatische Abfolgen vertreten.
Die Bezeichnung „Vendobionten“ für die riesenwüchsigen Einzeller, auf die ein Großteil der Körperfossilien der Ediacara-Fauna zurückgehen soll, leitet sich von ihrem Vorkommen in Sedimenten „vendischen“ (ediacarischen) Alters ab.